# Pseudocheilinus evanidus
Pseudocheilinus evanidus es una especie de peces de la familia Labridae en el orden de los Perciformes.

## Morfología
Los machos pueden llegar alcanzar los 8 cm de longitud total.

## Distribución geográfica
Se encuentra desde el Mar Rojo hasta Sudáfrica, las Islas Hawái y Tuamotu.